# Ernst Ludwig von Gerlach
Ernst Ludwig von Gerlach (Berlino, 1795 – 1877) è stato un politico tedesco.

## Carriera politica
Membro del consiglio di stato dal 1842 e presidente della corte suprema regionale del Magdeburgo dal 1844, nel 1848 avversò i moti rivoluzionari e si mise a capo delle fazioni conservatirci.
Fondatore della Kreuzzeitung, negli ultimi anni si spostò al centro.